# Andros Route
De Andros Route is een langeafstandswandelpad op Andros in Griekenland. De bewegwijzerde route van noord naar zuid door het eiland is 100 kilometer lang. De route is onderverdeeld in acht etappes en kreeg in 2015 de "Leading Quality Trails-Best of Europe"-prijs.